# スベトラーナ・クズネツォワ
スベトラーナ・アレクサンドロヴナ・クズネツォワ（Svetlana Kuznetsova, ロシア語:  Светлана Александровна Кузнецова, 1985年6月27日 - ）は、ロシア・サンクトペテルブルク市出身の女子プロテニス選手。2004年の全米オープンと2009年の全仏オープン女子シングルス優勝者で、2005年と2012年の全豪オープン女子ダブルス優勝もある。自己最高ランキングはシングルス2位、ダブルス3位。身長174cm、体重73kg。右利き、バックハンド・ストロークは両手打ち。これまでにWTAツアーで、4大大会2勝を含むシングルス18勝、ダブルス16勝を挙げている。

## 来歴
クズネツォワは旧ソ連でも有名な自転車競技一家に生まれ育った。父親は著名な指導者、母ガリーナは元世界選手権優勝者、兄ニコライはアトランタ五輪銀メダリストであるが、スベトラーナは7歳から始めたテニスを職業に選んだ。ジュニア選手のトーナメントでは、2001年の全米オープンジュニア女子ダブルス優勝などの成績がある。2002年からWTAツアーで優勝できる力をつけ、シングルスで年間2勝、ダブルスで3勝を挙げた。この年はダブルスでアランチャ・サンチェス・ビカリオとペアを組み、東京・有明コロシアムの「トヨタ・プリンセス・カップ」の最後の開催で優勝した。これらの成績により、クズネツォワは2002年度のWTAツアー「最優秀新人賞」を受賞した。
2003年には、ウィンブルドンで初のベスト8進出を決めた。この時は4回戦で（本大会をきっかけに注目度が急上昇した）マリア・シャラポワを破ったが、続く準々決勝で全仏オープン優勝者のジュスティーヌ・エナン・アーデンに 2-6, 2-6 で敗れた。ダブルスではベテランのマルチナ・ナブラチロワとペアを組んだ。
2004年の全米オープン決勝は、クズネツォワとエレーナ・デメンチェワによるロシア勢同士の対決となった。クズネツォワはデメンチェワを 6-3, 7-5 で破り、4大大会初優勝を達成した。2004年度の4大大会は、女子シングルスでロシア勢が世界を席巻した。全仏オープンでアナスタシア・ミスキナがロシアの女子テニス選手として最初の4大大会優勝者になった後、ウィンブルドンではマリア・シャラポワが17歳で初優勝を飾り、そして全米オープンではクズネツォワが優勝して、「3大会連続」でロシア人の女子チャンピオンが誕生した。エレーナ・デメンチェワは全仏オープン決勝でもミスキナに敗れているため、2度の準優勝に甘んじた。
2005年は全豪オープンの女子ダブルスでオーストラリアのアリシア・モリクとペアを組み、決勝でリンゼイ・ダベンポートとコリーナ・モラリューの組を 6-3, 6-4 で破って優勝した。同年のウィンブルドン女子ダブルスではアメリ・モレスモとペアを組んだが、決勝でリーゼル・フーバーとカーラ・ブラックの組に 2-6, 1-6 で敗れ、4大大会女子ダブルス2勝目を逃している。しかし、大会前年優勝者として臨んだ全米オープンでは1回戦で敗退した。
2006年3月末の「マイアミ・マスターズ」決勝でマリア・シャラポワを破って優勝した頃から、クズネツォワに復調が見えてくる。2006年の全仏オープンで2度目の4大大会決勝に進出したが、過去の対戦成績で1度しか勝ったことがなかったジュスティーヌ・エナン＝アーデンに 4-6, 4-6 のストレートで敗れて準優勝に終わり、2冠獲得はならなかった。
2007年全米オープンで、クズネツォワは3年ぶり2度目の決勝進出を果たしたが、ここでもジュスティーヌ・エナンに 1-6, 3-6 で敗れ、2度目の全米優勝を逃した。全米オープン終了後、クズネツォワは初めて世界ランキングを2位に上げた。
それから2年後の全仏オープンで、クズネツォワは3年ぶり2度目の決勝に進出し、同じロシアのディナラ・サフィナを 6-4, 6-2 で破って初優勝を遂げた。彼女にとっては2004年全米オープン以来、5年ぶりの4大大会シングルス2勝目となる。
2011年全豪オープン3回戦で、過去2勝16敗と相性の悪いジュスティーヌ・エナンに 6-4, 7-6(8) で勝利した。エナンはこの大会後に2度目の現役引退を発表したため、クズネツォワが最後の対戦相手となった。4回戦ではフランチェスカ・スキアボーネに 4-6, 6-1, 14-16 で競り負けた。試合時間は4時間44分で女子の4大大会史上最長試合であった。
2012年全豪オープンの女子ダブルスで同じロシアのベラ・ズボナレワと組んで決勝に進出。決勝ではイタリアのサラ・エラニ&ロベルタ・ビンチ組を 5–7, 6–4, 6–3 で破り2005年以来の4大大会女子ダブルス2勝目を挙げた。
2016年は10月のクレムリンカップで優勝し、ジョアンナ・コンタを逆転して7年ぶりにWTAファイナル出場を果たす。ラウンドロビンを2勝1敗で1位通過し、準決勝で優勝したドミニカ・チブルコバに敗れた。

## WTAツアー決勝進出結果

### シングルス: 42回 (18勝24敗)
| 大会グレード          | 大会グレード                 |
| 2008年以前            | 2009年以後                   |
| --------------------- | ---------------------------- |
| グランドスラム (2-2)  |                              |
| WTAファイナルズ (0–0) |                              |
| ティア I (1–5)        | プレミア・マンダトリー (1-3) |
| ティア I (1–5)        | プレミア5 (0-3)              |
| ティア II (3–10)      | プレミア (5-0)               |
| ティア III (3–0)      | インターナショナル (2-1)     |
| ティア IV ＆ V (1–0)  | インターナショナル (2-1)     |

| 結果   | No. | 決勝日         | 大会                 | サーフェス    | 対戦相手                         | スコア            |
| ------ | --- | -------------- | -------------------- | ------------- | -------------------------------- | ----------------- |
| 優勝   | 1.  | 2002年8月11日  | ヘルシンキ           | クレー        | デニサ・チェラドコバ             | 0–6, 6–3, 7–6(2)  |
| 優勝   | 2.  | 2002年9月29日  | バリ                 | ハード        | コンチタ・マルティネス           | 3–6, 7–6(4), 7–5  |
| 準優勝 | 1.  | 2004年2月28日  | ドバイ               | ハード        | ジュスティーヌ・エナン＝アーデン | 6–7(3), 3–6       |
| 準優勝 | 2.  | 2004年3月6日   | ドーハ               | ハード        | アナスタシア・ミスキナ           | 6–4, 4–6, 4–6     |
| 準優勝 | 3.  | 2004年5月2日   | ワルシャワ           | クレー        | ビーナス・ウィリアムズ           | 1–6, 4–6          |
| 優勝   | 3.  | 2004年6月19日  | イーストボーン       | 芝            | ダニエラ・ハンチュコバ           | 2–6, 7–6(4), 6–4  |
| 優勝   | 4.  | 2004年9月11日  | 全米オープン         | ハード        | エレーナ・デメンチェワ           | 6–3, 7-5          |
| 優勝   | 5.  | 2004年9月19日  | バリ                 | ハード        | マレーネ・ヴァインガートナー     | 6–1, 6–4          |
| 準優勝 | 4.  | 2004年9月26日  | 北京                 | ハード        | セリーナ・ウィリアムズ           | 6–4, 5–7, 4–6     |
| 準優勝 | 5.  | 2005年5月1日   | ワルシャワ           | クレー        | ジュスティーヌ・エナン＝アーデン | 6–3, 2–6, 5–7     |
| 優勝   | 6.  | 2006年4月1日   | マイアミ             | ハード        | マリア・シャラポワ               | 6–4, 6–3          |
| 準優勝 | 6.  | 2006年5月7日   | ワルシャワ           | クレー        | キム・クライシュテルス           | 5–7, 2–6          |
| 準優勝 | 7.  | 2006年6月10日  | 全仏オープン         | クレー        | ジュスティーヌ・エナン＝アーデン | 4–6, 4–6          |
| 優勝   | 7.  | 2006年9月17日  | バリ                 | ハード        | マリオン・バルトリ               | 7–5, 6–2          |
| 優勝   | 8.  | 2006年9月24日  | 北京                 | ハード        | アメリ・モレスモ                 | 6–4, 6–0          |
| 準優勝 | 8.  | 2007年3月3日   | ドーハ               | ハード        | ジュスティーヌ・エナン           | 4–6, 2–6          |
| 準優勝 | 9.  | 2007年3月17日  | インディアンウェルズ | ハード        | ダニエラ・ハンチュコバ           | 3–6, 4–6          |
| 準優勝 | 10. | 2007年5月13日  | ベルリン             | クレー        | アナ・イバノビッチ               | 6–3, 4–6, 6–7(3)  |
| 準優勝 | 11. | 2007年5月20日  | ローマ               | クレー        | エレナ・ヤンコビッチ             | 5–7, 1–6          |
| 優勝   | 9.  | 2007年8月25日  | ニューヘイブン       | ハード        | アグネシュ・サバイ               | 4–6, 3–0 途中棄権 |
| 準優勝 | 12. | 2007年9月9日   | 全米オープン         | ハード        | ジュスティーヌ・エナン           | 1–6, 3–6          |
| 準優勝 | 13. | 2008年1月11日  | シドニー             | ハード        | ジュスティーヌ・エナン           | 6–4, 2–6, 4–6     |
| 準優勝 | 14. | 2008年3月1日   | ドバイ               | ハード        | エレーナ・デメンチェワ           | 6–4, 3–6, 2–6     |
| 準優勝 | 15. | 2008年3月23日  | インディアンウェルズ | ハード        | アナ・イバノビッチ               | 4–6, 3–6          |
| 準優勝 | 16. | 2008年9月21日  | 東京                 | ハード        | ディナラ・サフィナ               | 1–6, 3–6          |
| 準優勝 | 17. | 2008年9月28日  | 北京                 | ハード        | エレナ・ヤンコビッチ             | 3–6, 2–6          |
| 優勝   | 10. | 2009年5月3日   | シュトゥットガルト   | クレー        | ディナラ・サフィナ               | 6–4, 6–3          |
| 準優勝 | 18. | 2009年5月9日   | ローマ               | クレー        | ディナラ・サフィナ               | 3–6, 2–6          |
| 優勝   | 11. | 2009年6月6日   | 全仏オープン         | クレー        | ディナラ・サフィナ               | 6–4, 6–2          |
| 優勝   | 12. | 2009年10月11日 | 北京                 | ハード        | アグニエシュカ・ラドワンスカ     | 6–2, 6–4          |
| 優勝   | 13. | 2010年8月8日   | サンディエゴ         | ハード        | アグニエシュカ・ラドワンスカ     | 6–4, 6–7(7), 6–3  |
| 準優勝 | 19. | 2011年2月20日  | ドバイ               | ハード        | キャロライン・ウォズニアッキ     | 1–6, 3–6          |
| 準優勝 | 20. | 2014年5月3日   | オエイラス           | クレー        | カルラ・スアレス・ナバロ         | 4–6, 6–3, 4–6     |
| 優勝   | 14. | 2014年8月3日   | ワシントンD.C.       | ハード        | 奈良くるみ                       | 6–3, 4–6, 6–4     |
| 準優勝 | 21. | 2015年5月9日   | マドリード           | クレー        | ペトラ・クビトバ                 | 1–6, 2–6          |
| 優勝   | 15. | 2015年10月24日 | モスクワ             | ハード (室内) | アナスタシア・パブリュチェンコワ | 6–2, 6–1          |
| 優勝   | 16. | 2016年1月15日  | シドニー             | ハード        | モニカ・プイグ                   | 6–0, 6–2          |
| 準優勝 | 22. | 2016年4月2日   | マイアミ             | ハード        | ビクトリア・アザレンカ           | 3–6, 2–6          |
| 優勝   | 17. | 2016年10月22日 | モスクワ             | ハード (室内) | ダリア・ガブリロワ               | 6–2, 6–1          |
| 準優勝 | 23. | 2017年3月19日  | インディアンウェルズ | ハード        | エレーナ・ベスニナ               | 7–6(6), 5–7, 4–6  |
| 優勝   | 18. | 2018年8月5日   | ワシントンD.C.       | ハード        | ドナ・ベキッチ                   | 4–6, 7–6(7), 6–2  |
| 準優勝 | 24. | 2019年8月18日  | シンシナティ         | ハード        | マディソン・キーズ               | 5−7, 6−7(5)       |

### ダブルス: 31回 (16勝15敗)
| 大会グレード          | 大会グレード                 |
| 2008年以前            | 2009年以後                   |
| --------------------- | ---------------------------- |
| グランドスラム (2-5)  |                              |
| WTAファイナルズ (0–0) |                              |
| ティア I (3-2)        | プレミア・マンダトリー (1-0) |
| ティア I (3-2)        | プレミア5 (0-0)              |
| ティア II (5-5)       | プレミア (1–0)               |
| ティア III (3-3)      | インターナショナル (0–0)     |
| ティア IV ＆ V (1–0)  | インターナショナル (0–0)     |

| 結果   | No. | 決勝日         | 大会                 | サーフェス        | パートナー                       | 対戦相手                                              | スコア           |
| ------ | --- | -------------- | -------------------- | ----------------- | -------------------------------- | ----------------------------------------------------- | ---------------- |
| 優勝   | 1.  | 2002年7月27日  | ソポト               | クレー            | アランチャ・サンチェス・ビカリオ | エカテリーナ・シソエワ エフゲニア・コウリコフスカヤ   | 6–2, 6–2         |
| 優勝   | 2.  | 2002年8月11日  | ヘルシンキ           | クレー            | アランチャ・サンチェス・ビカリオ | エバ・ベス マリア・ホセ・マルティネス・サンチェス     | 6–3, 6–7(5), 6–3 |
| 優勝   | 3.  | 2002年9月22日  | 東京                 | ハード            | アランチャ・サンチェス・ビカリオ | ペトラ・マンデュラ パトリシア・ワーツシュ             | 6–2, 6–4         |
| 準優勝 | 1.  | 2002年9月29日  | バリ                 | ハード            | アランチャ・サンチェス・ビカリオ | カーラ・ブラック ビルヒニア・ルアノ・パスクアル       | 2-6, 3-6         |
| 準優勝 | 2.  | 2002年10月6日  | 東京                 | ハード            | アランチャ・サンチェス・ビカリオ | 浅越しのぶ 宮城ナナ                                   | 4-6, 6-4, 4-6    |
| 優勝   | 4.  | 2003年1月5日   | ゴールドコースト     | ハード            | マルチナ・ナブラチロワ           | ナタリー・ドシー エミリー・ロワ                       | 6–4, 6–4         |
| 優勝   | 5.  | 2003年2月22日  | ドバイ               | ハード            | マルチナ・ナブラチロワ           | カーラ・ブラック エレーナ・リホフツェワ               | 6–3, 7–6(7)      |
| 優勝   | 6.  | 2003年5月18日  | ローマ               | クレー            | マルチナ・ナブラチロワ           | エレナ・ドキッチ ナディア・ペトロワ                   | 6–4, 5–7, 6–2    |
| 優勝   | 7.  | 2003年8月17日  | トロント             | ハード            | マルチナ・ナブラチロワ           | マリア・ベント＝カブチ アンジェリク・ウィジャヤ       | 3–6, 6–1, 6–1    |
| 準優勝 | 3.  | 2003年9月7日   | 全米オープン         | ハード            | マルチナ・ナブラチロワ           | ビルヒニア・ルアノ・パスクアル パオラ・スアレス       | 2-6, 3-6         |
| 優勝   | 8.  | 2003年9月28日  | ライプツィヒ         | カーペット (室内) | マルチナ・ナブラチロワ           | エレーナ・リホフツェワ ナディア・ペトロワ             | 3–6, 6–1, 6–3    |
| 優勝   | 9.  | 2004年1月10日  | ゴールドコースト     | ハード            | エレーナ・リホフツェワ           | リーゼル・フーバー マグダレナ・マレーバ               | 6–3, 6–4         |
| 準優勝 | 4.  | 2004年2月1日   | 全豪オープン         | ハード            | エレーナ・リホフツェワ           | ビルヒニア・ルアノ・パスクアル パオラ・スアレス       | 4-6, 3-6         |
| 準優勝 | 5.  | 2004年2月28日  | ドバイ               | ハード            | エレーナ・リホフツェワ           | ヤネッテ・フサロバ コンチタ・マルティネス             | 0-6, 6-1, 3-6    |
| 優勝   | 10. | 2004年3月6日   | ドーハ               | ハード            | エレーナ・リホフツェワ           | ヤネッテ・フサロバ コンチタ・マルティネス             | 7–6(4), 6–2      |
| 準優勝 | 6.  | 2004年3月21日  | インディアンウェルズ | ハード            | エレーナ・リホフツェワ           | ビルヒニア・ルアノ・パスクアル パオラ・スアレス       | 1-6, 2-6         |
| 準優勝 | 7.  | 2004年4月4日   | マイアミ             | ハード            | エレーナ・リホフツェワ           | ナディア・ペトロワ メガン・ショーネシー               | 2-6, 3-6         |
| 準優勝 | 8.  | 2004年6月3日   | 全仏オープン         | クレー            | エレーナ・リホフツェワ           | ビルヒニア・ルアノ・パスクアル パオラ・スアレス       | 0-6, 3-6         |
| 準優勝 | 9.  | 2004年6月19日  | イーストボーン       | 芝                | エレーナ・リホフツェワ           | アリシア・モリク マギ・セルナ                         | 4-6, 4-6         |
| 準優勝 | 10. | 2004年9月11日  | 全米オープン         | ハード            | エレーナ・リホフツェワ           | ビルヒニア・ルアノ・パスクアル パオラ・スアレス       | 4-6, 5-7         |
| 準優勝 | 11. | 2004年9月19日  | バリ                 | ハード            | アランチャ・サンチェス・ビカリオ | アナスタシア・ミスキナ 杉山愛                         | 3-6, 5-7         |
| 優勝   | 11. | 2005年1月29日  | 全豪オープン         | ハード            | アリシア・モリク                 | リンゼイ・ダベンポート コリーナ・モラリュー           | 6–3, 6–4         |
| 準優勝 | 12. | 2005年3月5日   | ドバイ               | ハード            | アリシア・モリク                 | ビルヒニア・ルアノ・パスクアル パオラ・スアレス       | 7-6, 2-6, 1-6    |
| 優勝   | 12. | 2005年4月2日   | マイアミ             | ハード            | アリシア・モリク                 | リサ・レイモンド レネ・スタブス                       | 7–5, 6–7(5), 6–2 |
| 準優勝 | 13. | 2005年7月3日   | ウィンブルドン       | 芝                | アメリ・モレスモ                 | カーラ・ブラック リーゼル・フーバー                   | 2-6, 1-6         |
| 準優勝 | 14. | 2006年2月25日  | ドバイ               | ハード            | ナディア・ペトロワ               | クベタ・ペシュケ フランチェスカ・スキアボーネ         | 6-3, 6-7, 3-6    |
| 優勝   | 13. | 2006年6月24日  | イーストボーン       | 芝                | アメリ・モレスモ                 | マルチナ・ナブラチロワ リーゼル・フーバー             | 6–2, 6–4         |
| 準優勝 | 15. | 2007年2月24日  | ドバイ               | ハード            | アリシア・モリク                 | カーラ・ブラック リーゼル・フーバー                   | 6-7, 4-6         |
| 優勝   | 14. | 2009年4月5日   | マイアミ             | ハード            | アメリ・モレスモ                 | クベタ・ペシュケ リサ・レイモンド                     | 4–6, 6–3, [10–3] |
| 優勝   | 15. | 2012年1月27日  | 全豪オープン         | ハード            | ベラ・ズボナレワ                 | サラ・エラニ ロベルタ・ビンチ                         | 5–7, 6–4, 6–3    |
| 優勝   | 16. | 2013年10月20日 | モスクワ             | ハード (室内)     | サマンサ・ストーサー             | アーラ・クドゥリャフツェワ アナスタシア・ロディオノワ | 6–1, 1–6, [10–8] |

## 4大大会優勝
- 全豪オープン 女子ダブルス：2勝（2005年・2012年） ［女子ダブルス準優勝：2004年］
- 全仏オープン 女子シングルス：1勝（2009年） ［女子シングルス準優勝：2006年/女子ダブルス準優勝：2004年］
- 全米オープン 女子シングルス：1勝（2004年） ［女子シングルス準優勝：2007年/女子ダブルス準優勝：2003年・2004年］

（ウィンブルドン女子ダブルス準優勝：2005年）
| 年     | 大会         | 対戦相手               | 試合結果 |
| ------ | ------------ | ---------------------- | -------- |
| 2004年 | 全米オープン | エレーナ・デメンチェワ | 6-3, 7-5 |
| 2009年 | 全仏オープン | ディナラ・サフィナ     | 6-4, 6-2 |

## 4大大会シングルス成績
略語の説明
| W | F | SF | QF | #R | RR | Q# | LQ | A | Z# | PO | G | S | B | NMS | P | NH |

W=優勝, F=準優勝, SF=ベスト4, QF=ベスト8, #R=#回戦敗退, RR=ラウンドロビン敗退, Q#=予選#回戦敗退, LQ=予選敗退, A=大会不参加, Z#=デビスカップ/BJKカップ地域ゾーン, PO=デビスカップ/BJKカッププレーオフ, G=オリンピック金メダル, S=オリンピック銀メダル, B=オリンピック銅メダル, NMS=マスターズシリーズから降格, P=開催延期, NH=開催なし.
| 大会           | 2002 | 2003 | 2004 | 2005 | 2006 | 2007 | 2008 | 2009 | 2010 | 2011 | 2012 | 2013 | 2014 | 2015 | 2016 | 2017 | 2018 | 2019 | 2020 | 通算成績 |
| -------------- | ---- | ---- | ---- | ---- | ---- | ---- | ---- | ---- | ---- | ---- | ---- | ---- | ---- | ---- | ---- | ---- | ---- | ---- | ---- | -------- |
| 全豪オープン   | 2R   | 1R   | 3R   | QF   | 4R   | 4R   | 3R   | QF   | 4R   | 4R   | 3R   | QF   | 1R   | 1R   | 2R   | 4R   | A    | A    | 2R   | 36–17    |
| 全仏オープン   | LQ   | 1R   | 4R   | 4R   | F    | QF   | SF   | W    | 3R   | QF   | 4R   | QF   | QF   | 2R   | 4R   | 4R   | 1R   | 1R   |      | 52–16    |
| ウィンブルドン | LQ   | QF   | 1R   | QF   | 3R   | QF   | 4R   | 3R   | 2R   | 3R   | 1R   | A    | 1R   | 2R   | 4R   | QF   | 1R   | 1R   |      | 30–16    |
| 全米オープン   | 3R   | 3R   | W    | 1R   | 4R   | F    | 3R   | 4R   | 4R   | 4R   | A    | 3R   | 1R   | 1R   | 2R   | 2R   | 1R   | 1R   |      | 35–16    |